# Third World Media
Third World Media — американська порностудія, заснована в 1999 році Стівом Скоттом і режисером Едом Хантером. Стала однією з перших студій, що випускають фільми з участю етнічних виконавців виключно з-за меж США.

## Історія
Компанія, спочатку названа Asian Eyes Pictures, в перші роки робила наголос на японський хардкорний контент. У міру зростання компанії виробництво розширювалося на Південно-Східну Азію і Південну Америку. В кінці 2006 року студія додала Katana, висококласну японську лінійку з популярними японськими AV-зірками і сценаріями з субтитрами.
Скотт, вільно говорить по-японськи, приписує зростання компанії своїми масштабними подорожами по Азії. Коли студія вийшла на ринок розваг для дорослих, японський продукт, що надходить на ринок США, проводився для внутрішнього ринку Японії, де проникнення розмито, або «мозаїчно», щоб відповідати місцевим законам. Third World Media виробляють фільми для розповсюдження за межами Японії, і їх хардкорні продукти знімаються без мозаїки.
Як і азійські видання компанії, її латиноамериканські фільми, в тому числі транссексуальні, також виробляються для продажу переважно на американському ринку. Ветеран Third World Media, штатний режисер Ед Хантер, часто їздить в Південну Америку, щоб знайти виконавців, яких ніколи не бачили американські глядачі. Також у січні 2008 року компанія найняла Джона Флоріана менеджером з продажу.
Компанія також є ексклюзивним дистриб'ютором виробничої компанії транссексуального виконавця Джії Дарлінг, Gia Darling Entertainment. Також у фільмах студії знімалися: Маі Харуна, Моніка Маттос, Чокоболл Мекай, Ед Пауерс, Аллана Старр, Джіа Дарлінг та інші. Японський AV-айдолы Джунко, знялася в The Kimono Kronicles, і Mirai Haneda, зірка Hello Titty 3, підписали контракт з Third World Media в 2008 році на AVN Adult Entertainment Expo.

## Нагороди
- 2007: Adam Film World — Best Asian Release Company[5]
- 2008: Adam Film World — Best Asian Release Company[6]
- 2009: AVN Awards — Best Ethnic-Тематичний Series – Asian за Naughty Little Asians[7]
- 2013: XBIZ Award — Транссексуальна студія року[8]
- 2013: XBIZ Award — Asian-Тематичний Series за Hello Titty[8].